# Chlorophorus griseomaculatus
Chlorophorus griseomaculatus es una especie de insecto coleóptero de la familia Cerambycidae. Estos longicornios son endémicos de la isla de Sumba (Indonesia).
Mide unos 13 mm.